# Giorgio Natta
Giorgio Natta o Giorgio del Cerro (Asti, ... – Casale, 20 giugno 1495) è stato un giurista italiano, conte palatino, famoso giureconsulto medievale, ambasciatore del marchese del Monferrato ed autore di molte opere di materia giuridica.

## Biografia
Figlio di Enrietto Natta, consigliere del marchese del Monferrato apparteneva alla nobile famiglia Natta astigiana.
La leggenda vuole che sia nato nel castello di Cerro Tanaro di proprietà della famiglia e nel 1459  ne sia stato investito del feudo.
Studiò legge a Pavia e nel 1450 venne incaricato dal marchese del Monferrato di stabilire i confini tra il marchesato ed il Ducato di Milano.
Fu docente di diritto canonico all'Università di Pavia intorno al 1468 e nel 1475 accettò l'incarico all'Università di Pisa con un compenso annuo di 400 fiorini.
Nel 1482, divenne ambasciatore del marchese Bonifacio III del Monferrato presso il duca di Milano Gian Galeazzo Maria Sforza.
Venne investito del titolo di conte palatino da papa Innocenzo VII e nel 1485 gli venne accordato il privilegio di creare dottori e notai.
Presenziò all'incoronazione del duca Ludovico Sforza nel 1495 al seguito del marchese Guglielmo.
Si spense il 20 giugno 1495 ed il suo corpo venne sepolto presso la chiesa di San Francesco di Casale Monferrato.

## Le opere
I libri del giurista astigiano sono stati pubblicati in tutta Europa e sono conservati in varie biblioteche europee, tra le quali ricordiamo quella di Avignone.
Scrisse principalmente dei trattati dottrinari di giurisprudenza tra i quali:
- De Statutis excludentibus Foeminas, che escludeva le donne dalla successione nel caso di eredi maschili
- De Facultate testandi
- Quamvis de Pactis, sulle decretali di Bonifacio VIII

Pubblicò la raccolta delle decisioni del Concilio di Vienne del 1311, intitolato:
- Sopra la Clementina, stampato a Colonia nel 1593 e distribuito da papa Giovanni XXII a tutte le Università del mondo cristiano.